# مارس ۲۰۱۲
مارس ۲۰۱۲، یکی از ماه‌های ۲۰۱۲ (میلادی) است.
آغاز آن، روز پنجشنبه برابر با ۱۱ اسفند ۱۳۹۰ خورشیدی.
 
مطابق با ۷ ربیع‌الثانی ۱۴۳۳ قمری می‌باشد.

## ۲ مارس ۲۰۱۲
• علی‌اکبر هاشمی رفسنجانی رئیس مجمع تشخیص مصلحت نظام که در انتخابات نهمین دوره مجلس شورای اسلامی شرکت کرده بود در پای صندوق رای‌گیری در مسجد جماران گفت: «انشاءالله نتیجهٔ انتخابات همانی باشد که مردم می‌خواهند و همان رأیی باشد که به صندوق می‌اندازند. اگر نتیجه همانی باشد که مردم در صندوق می‌اندازند انشاءالله مجلس خوبی خواهیم داشت.» ویکی‌خبر

## ۴ مارس ۲۰۱۲
• نتایج اولیه انتخابات ریاست جمهوری روسیه خبر از پیروزی مجدد ولادیمیر پوتین رئیس‌جمهور پیشین و نخست‌وزیر کنونی این کشور می‌دهد.ویکی‌خبر

## ۱۵ مارس ۲۰۱۲
• سازمان جهانی انتقالات بین بانکی سوئیفت، که بزرگترین سیستم پرداخت الکترونیک جهان محسوب می‌گردد اعلام کرد از روز شنبه و مقارن ساعت ۴ بعدازظهر به وقت گرینویچ در راستای پیروی از تحریم‌های اتحادیه اروپا علیه ایران از ارائه خدمات جهانی خود به بانک‌های ایرانی مشمول این تحریم‌ها خودداری خواهد نمود. ویکی‌خبر

## ۱۹ مارس ۲۰۱۲
• ترکیه برگزاری جشن نوروز را تا تاریخ ۲۱ مارس ممنوع اعلام کرد. پلیس این کشور نیز برای جلوگیری از گردهمایی کردها در چند شهر مهم کردنشین از خودروهای آب‌پاش، گاز اشک‌آور و باتوم استفاده نمود. برپایه خبر ارسالی بر روی حساب‌های کاربری توییتر نمایندهٔ پارلمان ترکیه از حزب حزب آشتی و دمکراسی با نام «حاجی زِنگین»، رئیس دفتر شعبهٔ استانبول این حزب، بر اثر اصابت پوکه گاز اشک‌آور به ناحیه سر در درگیری‌ها کشته شده‌است.ویکی‌خبر فارسی

## ۲۰ مارس ۲۰۱۲
• به گزارش خبرگزاری‌ها در سلسله انفجارات و حملات مسلحانه که امروز در عراق صورت گرفته دست کم ۴۴ نفر، از جمله ۵ زائر ایرانی کشته و بیش از ۲۳۲ نفر دیگر نیز مجروح شده‌اند. ویکی‌خبر

## ۳۰ مارس ۲۰۱۲
- ایران ایر از امارات بوئینگ ۷۴۷ نو خرید

شرکت ایران ایر که در لیست شرکت‌های تحت تحریم‌های بین‌المللی علیه ایران است، در نهایت توانست از طریق یک شرکت واسطهٔ گامبیایی یک فروند بوئینگ ۳۰۰-۷۴۷ دست اول خریداری نماید. بر اساس توافقات دوجانبه قرار است دو فروند دیگر از همین مدل هواپیما که کار نکرده محسوب می‌شوند نیز در ماه مه ۲۰۱۲ به این شرکت تحویل داده شود. این ۳ هواپیما در پارکینگی در قرقیزستان نگهداری می‌شدند.همشهری آنلاین

## پیوندهای روزانه
- درگاه: وقایع کنونی/وقایع ۲ مارس ۲۰۱۲
- درگاه: وقایع کنونی/وقایع ۴ مارس ۲۰۱۲
- درگاه: وقایع کنونی/وقایع ۵ مارس ۲۰۱۲
- درگاه: وقایع کنونی/وقایع ۸ مارس ۲۰۱۲
- درگاه: وقایع کنونی/وقایع ۱۱ مارس ۲۰۱۲
- درگاه: وقایع کنونی/وقایع ۱۴ مارس ۲۰۱۲
- درگاه: وقایع کنونی/وقایع ۱۵ مارس ۲۰۱۲
- درگاه: وقایع کنونی/وقایع  ۱۹ مارس ۲۰۱۲
- درگاه: وقایع کنونی/وقایع ۲۰ مارس ۲۰۱۲
- درگاه: وقایع کنونی/وقایع ۲۲ مارس ۲۰۱۲
- درگاه: وقایع کنونی/وقایع ۳۰ مارس ۲۰۱۲